# Brühl (Badenia-Wirtembergia)
Brühl – miejscowość i gmina w Niemczech, w kraju związkowym Badenia-Wirtembergia, w rejencji Karlsruhe, w regionie Rhein-Neckar, w powiecie Rhein-Neckar-Kreis. Leży ok. 10 km na zachód od Heidelbergu, przy autostradzie A6, drodze krajowej B36 i linii kolejowej Mannheim–Bazylea.
Tutaj mieszkała Steffi Graf.

## Współpraca
Miejscowości partnerskie:
- Dourtenga, Burkina Faso
- Ormesson-sur-Marne, Francja
- Weixdorf – dzielnica Drezna, Saksonia